# Obwodnica Malborka
Obwodnica Malborka – projektowana droga główna ruchu przyspieszonego omijająca Malbork. Stanowi fragment drogi krajowej nr 22 prowadzącej od przejścia granicznego do Rosji w Grzechotkach do przejścia granicznego do Niemiec w Kostrzynie.
26 października 2006 Generalna Dyrekcja Dróg Krajowych i Autostrad (GDDKiA) zleciła opracowanie studium techniczno-ekonomiczno-środowiskowego obwodnicy Malborka. 20 września 2007 Biuro Planowania Inwestycji GDDKiA zarekomendowała do dalszych analiz 2 warianty: północny i południowy, jednak północny wygrał i taki będzie zbudowany.